# Сера ди Сото (Римини)
Сера ди Сото је насеље у Италији у округу Римини, региону Емилија-Ромања.
Према процени из 2011. у насељу је живело 123 становника. Насеље се налази на надморској висини од 218 м.